# Тер-Мкртчян, Альфред Айрапетович
Альфред Айрапетович Тер-Мкртчян (род. 19 марта 1971, Тегеран) — советский и немецкий борец, призёр олимпийских игр, чемпион мира, неоднократный призёр чемпионатов мира и Европы.

## Биография
Тер-Мкртчян родился в 1971 году в Ереване. С 1985 года он занялся борьбой в Москве, увлёкся греко-римской борьбой. В 1990 году выиграл чемпионат Европы среди юниоров, а на Олимпийских играх 1992 года, выступая за Объединённую команду, завоевал серебряную медаль в весовой категории до 52 кг.
После распада СССР Альфред Тер-Мкртчян принял в 1992 году армянское гражданство и переехал к своим родителям в США. Живший в ФРГ товарищ по сборной СНГ Арават Сабеев предложил ему переехать в Германию, и с 1993 года Тер-Мкртчян, получив германское гражданство, стал выступать за ФРГ. В частности, он участвовал в составе сборной ФРГ в Олимпийских играх 1996 года (где был 9-м) и 2000 года (5-й), а также на чемпионатах мира по борьбе 1993 (3-е место), 1994 (1-е), 1995 (3-е), 1997 (3-е), 2001 (35-е) и 2002 (11-е) годов.